# Église Saint-Géry de Boussu
Pour les articles homonymes, voir Église Saint-Géry.
L'église Saint-Géry est l'église paroissiale de la ville belge de Boussu. Elle est surtout connue pour la chapelle seigneuriale de Boussu, édifiée contre elle. En 2013, ce monument historique et également repris comme patrimoine exceptionnel.

## Histoire
Cette église est citée dans la Vie de Waudru de Mons qui existait au VIIe siècle et parle de la prédication à Boussu de Géry de Cambrai. A cette première source s'ajoutent les fouilles du cimetière en 2010 qui mettent au jour deux tombes mérovingiennes du VIIe siècle. Il y aurait eu une maison de prière à cette époque. 
L'autel de Boussu est offert à l'abbaye Saint-Ghislain en 1079 par l'évêque Gérard II de Cambrai. La paroisse dépend alors d'Hornu. Au XIIe siècle, un édifice religieux roman est construit en grès. Les seigneurs de Boussu édifient leur chapelle contre l'église et Gossuin permet en échange, dès 1155, que le curé célèbre des messes dans la chapelle de leur château. Après sa mort, Beatrice de Rumignies, épouse de Boussu, s'y oppose. Elle fait dire à son aumônier une messe dans la chapelle attenante à l'église sans l'autorisation du Père Lambert. Le mécontentement de ce dernier est réglé à son détriment en 1188 par une lettre pontificale de Clément III.
Au XIIIe siècle, l'église est reconstruite en style gothique. On réutilise le grès de l'ancienne église pour les soubassement. Jean Ier de Hénin fonde la chapelle Notre-Dame dans l'église en 1278.
En juillet 1572, Boussu subit la furie iconoclaste des mains de l'armée huguenote sous Jean d'Hangest venu relever Louis de Nassau au  siège de Mons. Les guerres de Louis XIV provoquent des destructions au XVIIe siècle. En 1715, les fons permettent d'entamer des réparations.
Après le Concordat, en 1804, l'église Saint-Géry est transférée du diocèse de Cambrai au diocèse de Tournai. Elle devient également le siège d'un doyenné cette année-là. En 1861, une restauration à grande échelle a lieu. Des embellissements sont également réalisés à cette époque, comme la décoration de la sacristie avec un vitrail offert par Georges de Nédonchel. 
En décembre 1914, des voleurs dérobent douze statuettes ainsi que le retable marial en chêne de Passchier Borreman dans l'église. Elles sont retrouvées au Musée Boijmans Van Beuningen au début du XXIe siècle. Après de longues négociations sur la restitution, une saisie conservatoire est effectuée à l'occasion d'une exposition à Louvain. En janvier 2021, les figurines et les retables sont confiés à l'Institut royal du patrimoine culturel pour une restauration complète.

## Architecture
Dans sa forme actuelle, l'église date du début du XVIe siècle. Elle est de style gothique et a subi des transformations de la nef et des bas-côtés en 1715-1716. C'est une église à trois nefs orientées à l'ouest avec une tour et un transept bas. Les murs supérieurs sont en grande partie en brique rouge et la tour de 1501 en pierre naturelle. La tour a huit contreforts et est surmontée d'une flèche octogonale postérieure. A côté du chœur, fermé en demi-hexagone, se trouve la chapelle funéraire des seigneurs de Boussu, entrecoupée d'une tourelle d'escalier basse. La devise de Jan V de Hénin-Liétard est apposée au-dessus de la porte d'entrée de style Renaissance : Gy seray Boussu. Dans la crypte voûtée sous la chapelle funéraire, 29 gentilshommes et femmes de Boussu sont enterrés, à côté d'ancêtres sans marque d'identification.

## Intérieur
À l'intérieur, la charpente en bois est visible. D'anciennes dalles funéraires sont incorporées dans les murs. La chaire est de l'artiste local Latour.